# El putón del barrio
«El putón del barrio» es la quinta canción del quinto álbum de estudio de El Cuarteto de Nos, Otra navidad en las trincheras. En 2004 la canción fue regrabada para el álbum homónimo de la banda con un tono más roquero que su antecesora, que en vez de ser de rock es de música electrónica.

## Personal
- Roberto Musso: voz
- Ricardo "Riki" Musso: teclados
- Santiago Tavella: bajo, secuenciación de teclados
- Álvaro "Alvin" Pintos: batería eléctrica, percusión
- Olivier Noël: voz de "¿Quién quiegue decig 'putón'?"
- Rolando "Rolo" Cieri: secuenciación de sámpler

- Datos: Q108411120